# Universiti Utara Malaysia
Universiti Utara Malaysia (UUM) – malezyjska uczelnia publiczna z siedzibą w Sintok (stan Kedah). Została założona w 1984 roku.